# Platygaster websteri
Platygaster websteri är en stekelart som beskrevs av Fouts 1924. Platygaster websteri ingår i släktet Platygaster och familjen gallmyggesteklar. Inga underarter finns listade i Catalogue of Life.